# 埃米莉-甘末林广场

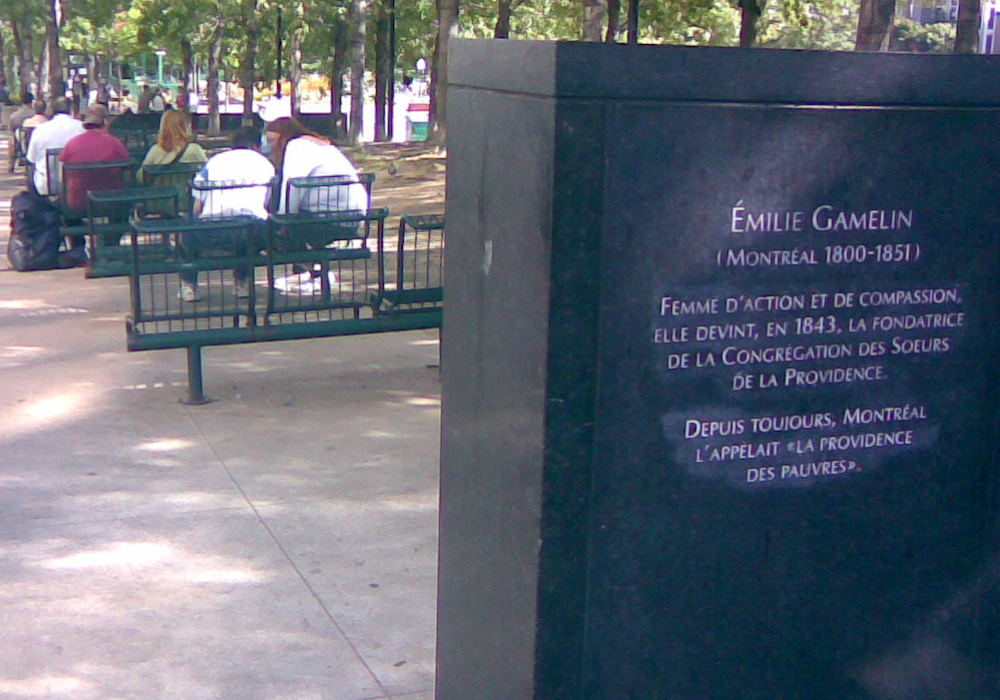
Memorial in park to Émilie Gamelin.

埃米莉-甘末林广场（法語：Place Émilie-Gamelin），又名贝里广场（法語：Square Berri），是加拿大魁北克省蒙特利尔市中心的一个广场。它开辟于1992年，以纪念建城350周年。它的周围是贝里街（Berri Street）、圣休伯特街（Saint Hubert Street）、圣凯瑟琳街（Sainte Catherine Street）和迈松内夫大道（De Maisonneuve Boulevard），交通枢纽贝里-魁大蒙校站的入口，原中央巴士站（Station centrale d'autobus）、魁北克大学蒙特利尔分校以及魁北克大图书馆（Grande Bibliothèque du Québec）。

## 历史
广场以罗马天主教修女、主顾修女会（Sisters of Providence）的创始人埃米莉-甘末林命名，她曾在此处开办了一个修道院。修女们设立粥厂（l'Œuvre de la Soupe），直到1963年8月14日为修建地铁站被拆迁 。
地铁站完成以后，其上盖形成一个混凝土广场，当时称为“贝里广场”（当时地铁站称为“贝里-蒙蒂尼站”）。由于其历史，很长一段时间以来，许多无家可归者都在这个广场上扎营。
蒙特利尔市在广场上建立了一个晚间不允许进入的公园，这样赶走无家可归者。具有讽刺意味的是，市政当局以埃米莉-甘末林命名命名广场，可能是因为事实上公园仍然吸引着无家可归者
许多学生抗议都以埃米莉-甘末林广场为起点，例如2012年4月24日开始的一系列夜间抗议活动。

## 艺术

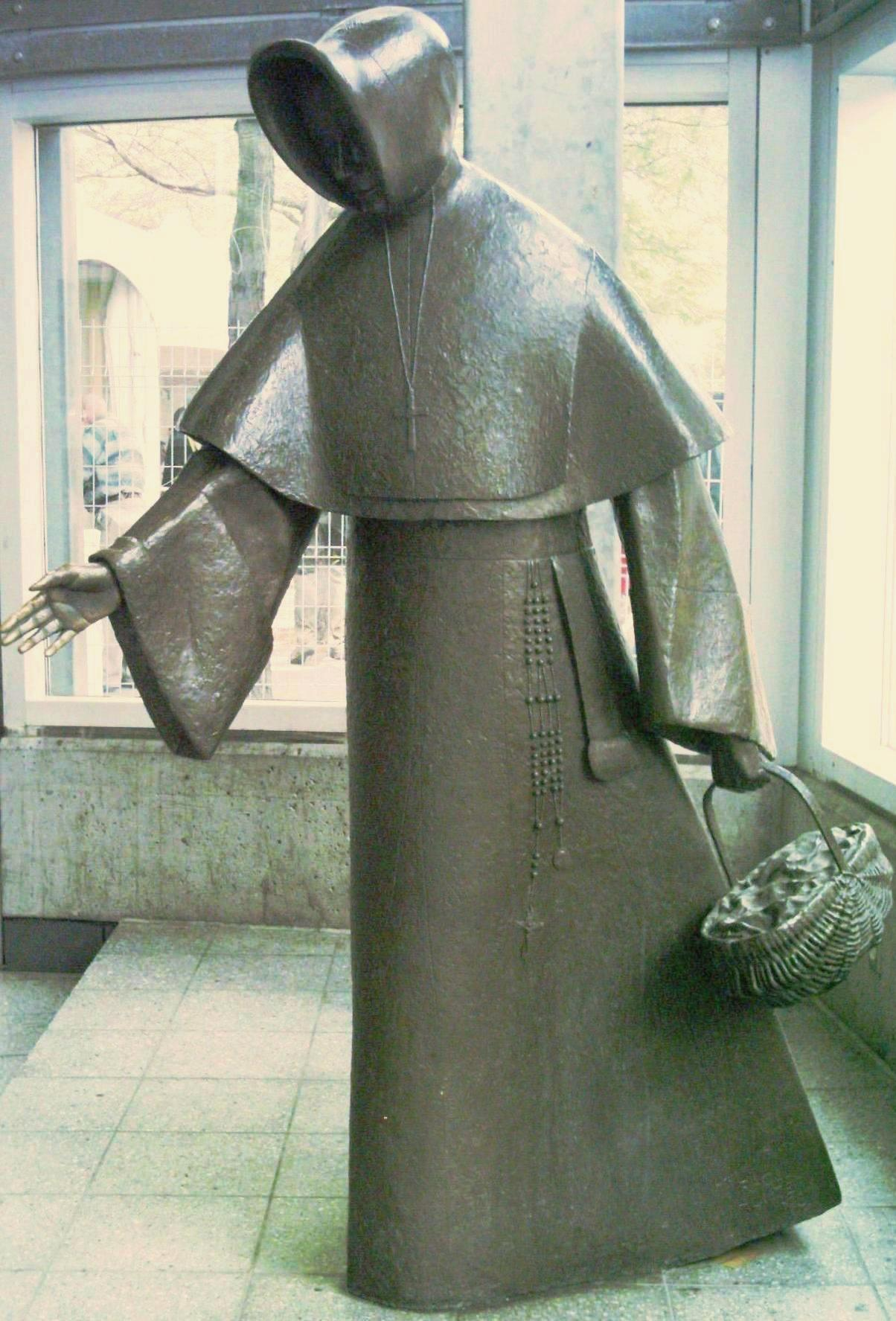
“埃米莉-甘末林妈妈”

在广场北端，有艺术家梅尔文·查尼的金属雕塑“摩天大楼、瀑布、道路、小溪...建筑” 。
公园西南角（圣凯瑟琳街和贝里街转角）的地铁入口内是1.9米高的甘末林铜像，称为“埃米莉-甘末林妈妈”（Mère Émilie Gamelin）。铜像由雕塑家拉·亨特于1999年创作，落成于2000年5月25日，为纪念她出生200周年，以及曾经位于埃米莉-甘末林广场的收容所。The bronze 她的右手象征性地伸向需要帮助的人，由于许多人与她握手，上面的青铜正在慢慢褪色。雕像由蒙特利尔市拥有。